# Street Fighting Man
Street Fighting Man är en låt av den brittiska gruppen The Rolling Stones skriven av sångaren Mick Jagger och gitarristen Keith Richards. Låten kallas för Stones mest politiska och nådde plats nummer 295 på tidningen Rolling Stones lista 500 bästa låtarna genom tiderna. I en senare version av listan återfanns den på plats 301.
Låten släpptes som singel i flera länder den 31 augusti 1968 och på albumet Beggars Banquet som släpptes i Storbritannien den 6 december 1968 och i USA den 7 december 1968. I Storbritannien gavs den inte ut som singel 1968, men däremot 1971 och nådde då plats 21 på singellistan.
Låten har uppfattats som en hyllning till Mick Jaggers vänsterradikala vän Tariq Ali som senare gav sin självbiografi titeln Street Fighting Years.

## Listplaceringar
| Lista (1968)  | Position               |
| ------------- | ---------------------- |
| Australien    | 10 (Go Set)            |
| Danmark       | 11 (DR "Top 20")       |
| Nederländerna | 5                      |
| Schweiz       | 4                      |
| Sverige       | 9 (Kvällstoppen)       |
| USA           | 48 (Billboard Hot 100) |
| Vallonien     | 10                     |
| Västtyskland  | 7                      |
| Österrike     | 7                      |